# Febre (Argentina)
Febre é uma junta de governo da província de Entre Ríos, na Argentina.